# Stevenson Archer (Politiker, 1786)

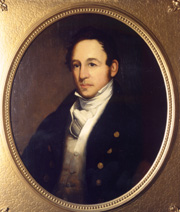
Stevenson Archer

Stevenson Archer (* 11. Oktober 1786 auf der Plantage Medical Hall bei Churchville, Harford County, Maryland; † 26. Juni 1848 ebenda) war ein US-amerikanischer Jurist und Politiker. Zwischen 1811 und 1819 vertrat er zweimal den Bundesstaat Maryland im US-Repräsentantenhaus.

## Werdegang
Stevenson Archer entstammte einer bekannten Politikerfamilie: Sowohl sein Vater John Archer (1741–1810) als auch sein Sohn Stevenson (1827–1898) vertraten den Staat Maryland im US-Repräsentantenhaus. Er besuchte die Nottingham Academy und studierte danach bis 1805 am Princeton College. Nach einem Jurastudium und seiner 1808 erfolgten Zulassung als Rechtsanwalt begann er in diesem Beruf zu arbeiten. Gleichzeitig schlug er als Mitglied der Demokratisch-Republikanischen Partei eine politische Laufbahn ein. In den Jahren 1809 und 1810 saß er im Abgeordnetenhaus von Maryland.
Nach dem Rücktritt des Abgeordneten John Montgomery wurde Archer bei der fälligen Nachwahl als dessen Nachfolger in das US-Repräsentantenhaus in Washington, D.C. gewählt, wo er am 26. Oktober 1811 sein neues Mandat antrat. Nach zwei Wiederwahlen konnte er bis zum 3. März 1817 im Kongress verbleiben. In diese Zeit fiel der Britisch-Amerikanische Krieg von 1812, an dem er trotz seiner Abgeordnetentätigkeit als Zahlmeister einer Milizeinheit teilnahm. Von 1813 bis 1815 war Archer Vorsitzender des Committee on Claims; von 1815 bis 1817 leitete er den Ausschuss zur Kontrolle der Ausgaben des Marineministeriums.
Im Jahr 1817 wurde Archer Bundesrichter im Mississippi-Territorium. Nach knapp einem Jahr kehrte er nach Maryland zurück, wo er wieder als Anwalt praktizierte. Im Jahr 1818 wurde er erneut in den Kongress gewählt, wo er zwischen dem 4. März 1819 und dem 3. März 1821 als Nachfolger von Philip Reed eine weitere Legislaturperiode absolvieren konnte. In dieser Zeit war er erneut Vorsitzender des Ausschusses zur Kontrolle des Marineministeriums. Ab 1823 war Stevenson Archer Richter im Baltimore und im Harford County; ab 1844 fungierte er als Oberster Richter am Maryland Court of Appeals. Er starb am 26. Juni 1848 auf der Plantage Medical Hall nahe Churchville, wo er auch geboren worden war. Er war Sklavenhalter.